# Région de Mandalay
La région de Mandalay est la plus centrale des régions administratives de Birmanie. Elle est bordée par la région de Magway et la région de Sagaing à l'Ouest, l'État shan à l'Est, l'État Karen et la région de Bago au Sud. Sa capitale est Mandalay. Dans le Sud de la région se trouve la nouvelle capitale nationale, Naypyidaw.

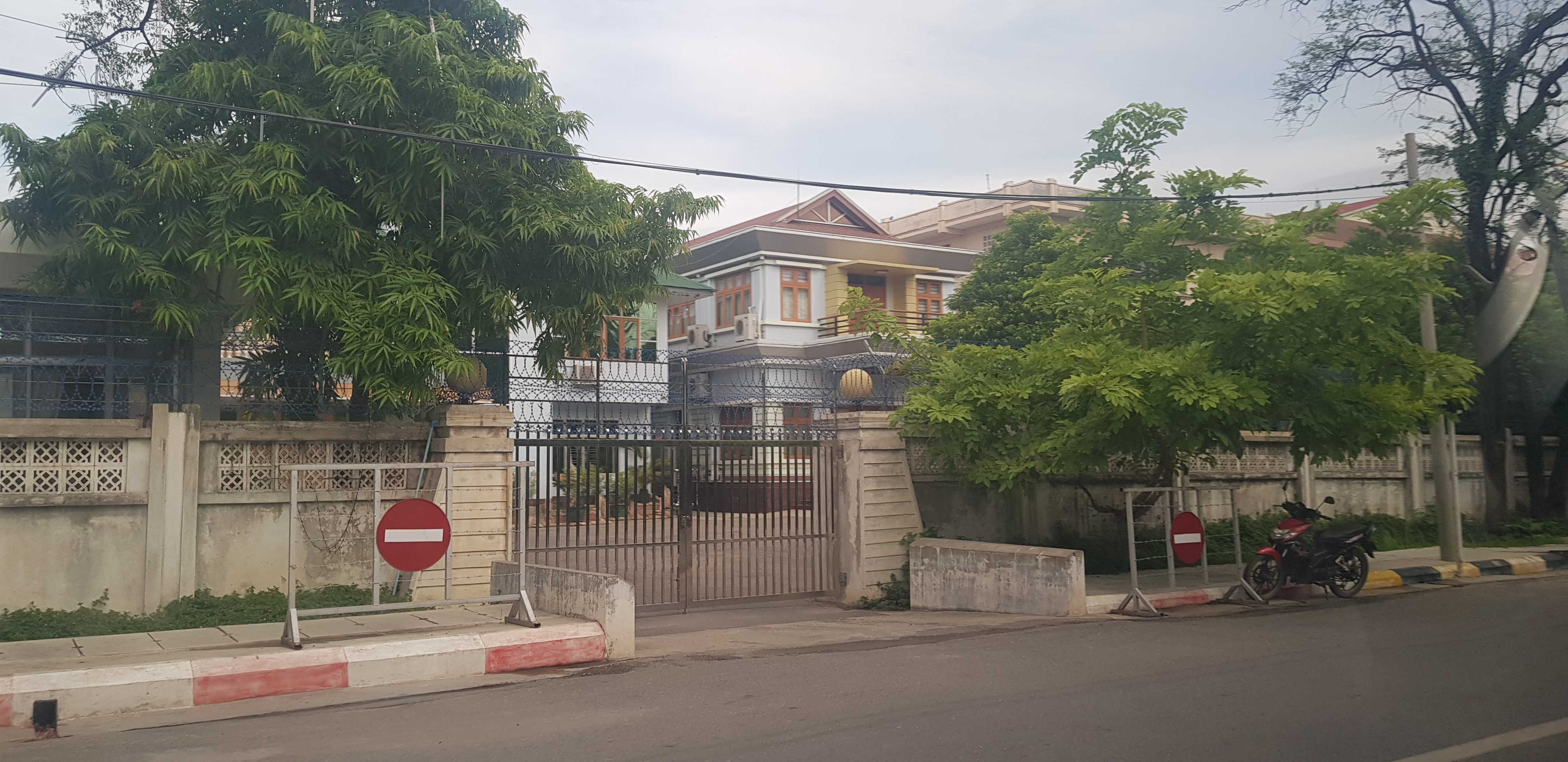
Bureau du gouvernement régional

La région de Mandalay compte sept districts, avec 30 villes et 2 320 localités de moindre importance.
Elle représente environ 15 % de l'économie birmane.

## Démographie
La majorité de la population est birmane. Néanmoins, particulièrement autour de Mandalay, il existe une forte communauté sino-birmane et indo-birmane. La ville de Mandalay même a peut-être la plus forte communauté de chinois musulmans du Myanmar. Il existe encore une communauté anglo-birmane sur le déclin, à Pyin U Lwin (ancienne Maymyo) et à Mandalay. Le long des frontières orientales vivent de nombreux Shans.

## Économie
L'agriculture est la principale ressource. On cultive le riz, le blé, le maïs, les arachides, le sésame, le coton, les légumes, le tabac, les piments. On récolte aussi des bois durs comme le teck, et le "bois de satin" utilisé par les birmans comme cosmétique (thanaka). 
L'industrie compte des brasseries, des usines textiles, des sucreries, et il y a aussi quelques mines de pierres précieuses.
Le tourisme joue un rôle important, grâce à la présence de sites historiques majeurs : outre Mandalay même, les anciennes capitales d'Amarapura, Bagan et Ava, ainsi que le Mont Popa et Pyin U Lwin peuvent être visités.
De l'autre côté de l'Irrawaddy, Sagaing est facilement accessible pour une excursion d'une journée.

## Administration

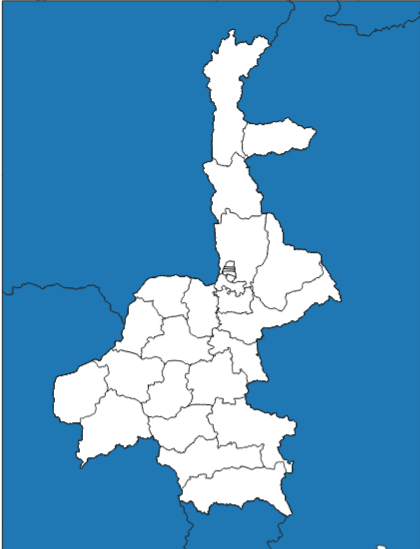
Région de Mandalay

Les sept districts portent le nom de leur capitale :
- District de Kyaukse
- District de Mandalay
- District de Meiktila
- District de Myingyan
- District de Nyaung-U
- District de Pyin U Lwin (où se trouve Mogok)
- District de Yamethin

Le territoire de l'Union de Naypyidaw est doté d'un statut spécial.